# ولسوالی خاش‌رود
خاش‌رود یکی از ولسوالی‌های ولایت نیمروز در جنوب باختری افغانستان است. جمعیت آن در سال ٢۰٢۰ میلادی، ٢٨٬۶٩٨ نفر اعلام شده‌است. ولسوال این ولسوالی محمد هاشم نورزی است که در ۲۰می سال۲۰۰۵ به این پست منصوب شد.
خاشرود ولسوالی‌ای است در شمال شرق شهر زرنج و چخانسور میان دشت بکوا و دشت مارگو در کنار راست رود خاشرود. در دوره اسلامی شهر خاش دومین شهر بزرگ نیمروز پس زرنج و مرکز این منطقه بوده است. 
این ناحیه چون از مضافات سیستان بوده‌است بنابران آثار قدیم زیاد در آن به مشاهده می‌رسد، مثلاً قلعهٔ خرابهٔ خاش که هنوز هم مورد استفاده می‌باشد و خرابه‌های در شمال قریۀ رزی. همچنان خطوط نهرهای متروکه در این حصه موجود است. قرار روایات در حوزهٔ رزی باغ‌های وسیع انگور وجود داشته‌است و علت تسمیهٔ آن هم همین باشد، چو رز به معنای تاک است.

## اداره
وزارت شهرسازی و اراضی افغانستان طرح انتقال مرکز ولایت نیمروز از زرنج به خاشرود را روی دست گرفته است؛ این بدلیل موقعیت شهر خاش در ولایت نیمروز است که به مراکز تمام ولسوالی‌ها دسترسی دارد، درحالیکه شهر زرنج در مرز افغانستان و ایران قرار گرفته است و فاصله زیادی از مراکز ولسوالی‌های شمالی و شرقی دارد.
ولسوال قبلی محمد هاشم نورزهی بود که توسط طالبان جان باخت. پاسوال خواجه جیلانی ابوبکر قومندان امنیه این ولسوالی است، قوماندانی امنیت خاشرود نهاد زیر دست زون ۵۰۵ بست وزارت امور داخله افغانستان می‌باشد.

## امنیت

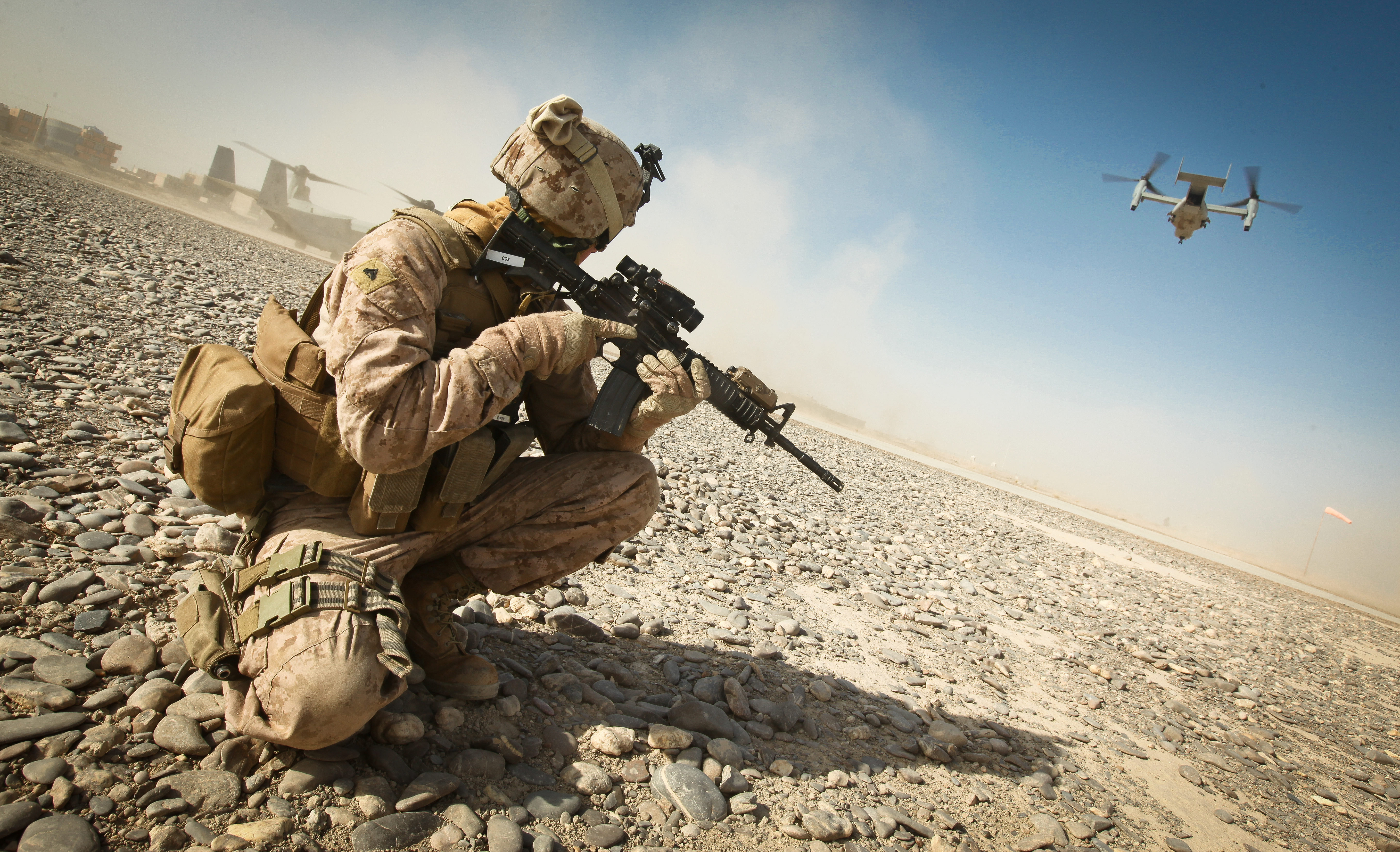

به گفته مردم خاشرود کشور ایران عامل اصلی بی امنیتی این ولسوالی است و از گروه تروریستی داعش این ولسوالی حمایت مالی و تسلیحاتی می‌کند. درست در ۱۶ سرطان ۱۴۰۰، جیلانی ابوبکر یک مهاجم انتحاری ایرانی را در این ولسوالی بازداشت کرد. جیلانی ابوبکر، فرمانده پولیس نیمروز می‌گوید که این مهاجم خود را تبعه ایران معرفی کرده است؛ او در حمله نیروهای امنیتی از قریه خیرآباد خاشرود بازداشت شده است.وی افزود به جز دستگیری این فرد، سه مهاجم دیگر در درگیری با پولیس کشته شدند که مهاجم بازداشت شده، یکی از کشته‌شده‌ها را پسر عموی خود خوانده و مدعی شده که او نیز شهروند ایران بوده است.

## نامگذاری
نام ناحیه خاشرود از نام دریاچه یی به این نام گرفته شده که از کنار این ساحه می‌گذرد. شاید نام اصلی این ناحیه خاش بوده‌است، چنان‌که قلعهٔ کهنه یی هنوز هم به نام خاش معروف است در مورد نام خاشرود در بین اهالی روایتی هم شایع است و آن اینکه گویند: اصلآ اینجا خشکرود نامیده می‌شد زیرا که رود آن کم اب بوده در طول سال بیش از دوسه ماه آب نداشته‌است. اما از نظر لغت و ریشه یابی کلمهٔ خاش، خواش و خاشرود یا خواشرود مهم‌ترین مرجع نام رودهای زرنج است که در اوستا ذکر شده‌است، چنان‌که از جمله نه رود این ناحیه یک از آن هواسترا می‌باشد که به مفهوم خوش مرغزار و دارای مرغزارهای خوب است و این همان خاشرود فعلی باشد که دارای ساحه یی با چنین اوصاف بوده‌است. همچنان واژهٔ خواش یا خاش (خاس) به معنای آب، چشمه و نهر آمده است، چنان‌که در نام کانالهای سغد دیده شده‌است و نیز نام دریاچه یی هم است که زرافشان از آن بیرون آید. اصطخری این حوقل این کلمه را بر شهر اطلاق کنند که همین خاشرود (شهر خاش) را میناید، و گویند که این شهر بر مرز داور (زمین داور) موقعیت دارد.

## صنایع دستی
از صنایع دستی تولیدی در این شهر به فرش بلوچی و سوزن دوزی بلوچی که توسط بلوچ های افغانستان عرضه می شود می توان نام برد.